# Cellpump

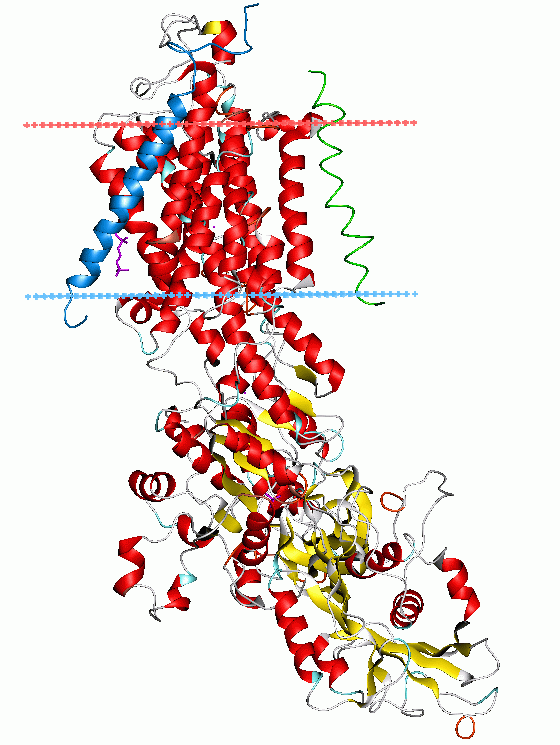
Natrium-kaliumpumpen

Pump är inom cellbiologi en benämning på ett protein i cellmembranet som möjliggör aktiv transport av vissa partiklar, särskilt olika joner. För att driva pumpar används ofta molekylen adenosintrifosfat (ATP), och sådana pumpar kallas då ATPaser. Tack vare cellpumpar skapas en viss gradient (t.ex. vätejonsgradient). 

## Typer av cellpumpar

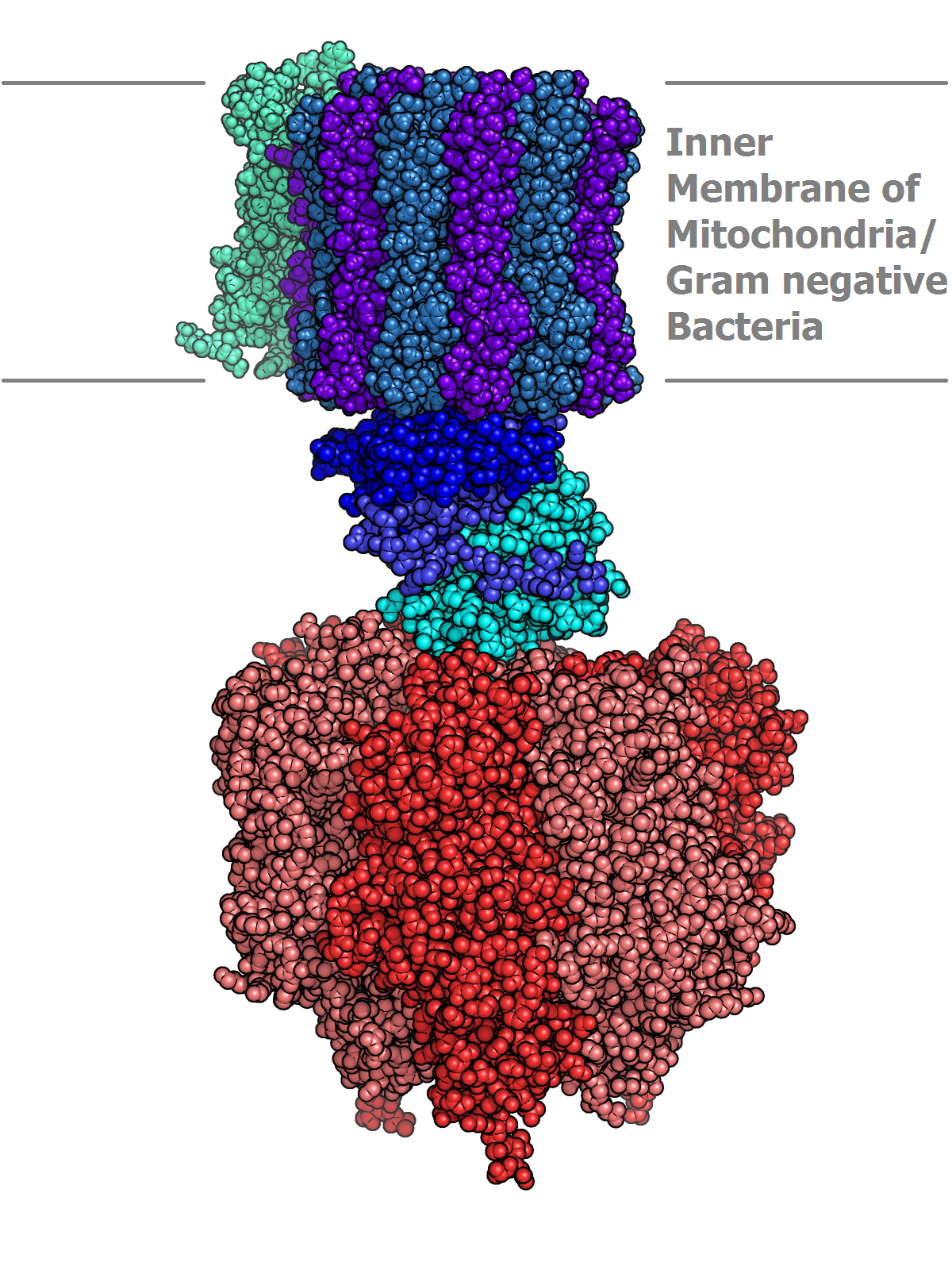
ATP-pump av klass F, ATP-syntas

Pumpar kan vara placerade i cytoplasmamembranet. Ofta transporterar de joner och kallas därför jonpumpar. Ett exempel är en pump som transporterar natrium- och kaliumjoner, kallad natrium-kaliumpumpen (Na+/K+-pumpen). 
Pumpar är dock inte bara involverade i regleringen av joninnehållet i cytosol och intercellulärt utrymme. I mitokondriernas membran fungerar vissa proteiner i andningskedjan som protonpumpar, vilket gör att vätejoner (H+) transporteras över membranet. Den skapade gradienten driver, enligt kemiosmotisk teori, proteinet ATP-syntas, som producerar ATP när vätejonerna rör sig tillbaka in i mitokondrien.
För transport av ett brett spektrum av biomolekyler används i celler så kallade ABC-transportörer.

### ATP-pump av klass P
Dessa pumpar har fått sitt namn från den typiska fosforyleringen som möjliggör deras funktion, nämligen att transportera joner över membranet. Ett exempel är SERCA-pumpen, som transporterar kalciumjoner.

### ATP-pump av klass V
Dessa pumpar har fått sitt namn från sin typiska placering i cytoplasmatiska eller vakuolära membran. De har en nästan identisk struktur med ATP-pumpar av klass F, men deras funktion är motsatt – de förbrukar ATP för att pumpa protoner in i vakuoler eller det omgivande mediet, vilket gör miljön surare.

### ATP-pump av klass F
Dessa pumpar har fått sitt namn från den historiska jakten på faktorn som ansvarar för ATP-produktion. De har en nästan identisk struktur med ATP-pumpar av klass V, men deras funktion är motsatt – de syntetiserar ATP genom att utnyttja protongradienten över membranet. Under vissa omständigheter kan denna process reverseras, vilket ofta sker in vitro eller vid nekros. Vid nekros skadas membranet och protoner läcker ut, vilket minskar protongradienten. Cellen försöker upprätthålla gradienten genom att vända pumpens funktion, men när protonerna fortsätter att läcka ut förbrukas ATP-reserverna, vilket leder till celldöd.

## Relaterade artiklar
- Protonpump
- Jonpump
- Natrium-kaliumpumpen
- ATPaser
- ATP-syntas